# Кармцов-Валльмов
Кармцов-Валльмов (нім. Carmzow-Wallmow) — громада в Німеччині, у землі Бранденбург.
Входить до складу району Уккермарк. Підпорядковується управлінню Брюссов (Уккермарк). Населення - 678 осіб (на 31 грудня 2010). Площа - 31,86 км². Офіційний код  —  12 0 73 093.

## Населення
| Рік  | Населення |
| ---- | --------- |
| 2005 | 729       |
| 2010 | 678       |